# Рит (Лукач)
Рит (хорв. Rit) — населений пункт у Хорватії, в Вировитицько-Подравській жупанії у складі громади Лукач.

## Населення
Населення за даними перепису 2011 року становило 38 осіб.
Динаміка чисельності населення поселення:

## Клімат
Середня річна температура становить 11,57 °C, середня максимальна – 26,74 °C, а середня мінімальна – -5,93 °C. Середня річна кількість опадів – 746 мм.
| Клімат поселення                              | Клімат поселення | Клімат поселення | Клімат поселення | Клімат поселення | Клімат поселення | Клімат поселення | Клімат поселення | Клімат поселення | Клімат поселення | Клімат поселення | Клімат поселення | Клімат поселення | Клімат поселення |
| Показник                                      | Січ.             | Лют.             | Бер.             | Квіт.            | Трав.            | Черв.            | Лип.             | Серп.            | Вер.             | Жовт.            | Лист.            | Груд.            |                  |
| Середній максимум, °C                         | 6,39             | 8,54             | 13,22            | 17,79            | 23,16            | 26,74            | 25,72            | 25,20            | 20,42            | 15,34            | 9,80             | 5,11             |                  |
| Середня температура, °C                       | 0,24             | 2,36             | 7,05             | 11,62            | 16,99            | 20,57            | 22,10            | 21,58            | 16,80            | 11,72            | 6,18             | 1,50             |                  |
| Середній мінімум, °C                          | −5,93            | −3,8             | 0,88             | 5,46             | 10,83            | 14,40            | 18,50            | 17,98            | 13,20            | 8,13             | 2,59             | −2,09            |                  |
| Норма опадів, мм                              | 43               | 39               | 45               | 59               | 73               | 88               | 72               | 75               | 63               | 62               | 73               | 54               |                  |
| Середньомісячна швидкість вітру, м/с          | 2.23             | 2.50             | 2.80             | 2.70             | 2.40             | 2.22             | 2.20             | 2.00             | 2.00             | 2.00             | 2.20             | 2.30             |                  |
| Середньомісячна сонячна радіація, кДж/м²·день | 4112             | 6871             | 10770            | 15258            | 19353            | 21498            | 22145            | 19713            | 14576            | 9000             | 4610             | 3366             |                  |
| --------------------------------------------- | ---------------- | ---------------- | ---------------- | ---------------- | ---------------- | ---------------- | ---------------- | ---------------- | ---------------- | ---------------- | ---------------- | ---------------- | ---------------- |
| Джерело:                                      |                  |                  |                  |                  |                  |                  |                  |                  |                  |                  |                  |                  |                  |